# 竹内修司
竹内 修司（たけうち しゅうじ、1936年9月5日 - ）は、日本の元編集者・ジャーナリスト。八戸ペンクラブ顧問。

## 人物
北海道函館市生まれ。1946年台湾より引揚げて父の郷里青森県弘前市和徳町へ。翌年母の郷里八戸市六日町へ移り、1955年八戸高等学校卒業（高七回生）。アルビオン英語学校一期生として中高５年間薫陶を受けた漆山終吉校長の母校でもある東京外国語大学英文学科を卒業。
1959年2月に文藝春秋新社（のちの株式会社文藝春秋）に入社。雑誌「週刊文春」月刊「文藝春秋」「文學界」の編集や、出版部で書籍編集に携わる。1977～79年「諸君!」編集長ののち、出版局長、編集局長、営業局長、総務局長、常務取締役を経て2000年6月退任。2002～07年文教大学情報学部教授。現在はフリージャーナリスト。

## 著書
- 『幻の終戦工作―ピース・フィーラーズ 1945夏』文春新書
- 『創られた「東京裁判」』新潮選書
- 『1989年－現代史最大の転換点を検証する』平凡社新書

共著
- 半藤一利・保阪正康・松本健一と『占領下日本』筑摩書房、新版・ちくま文庫 上下
- 同上『戦後日本の「独立」』筑摩書房、新版・ちくま文庫